# Papež Gregor V.
Papež Gregor V. (latinsko Papa Gregorius Quintus), rojen kot Bruno Koroški, katoliški škof in papež nemškega porekla; * okrog 971 Karantanija, Sveto rimsko cesarstvo, † 18. februar 999 Rim (Papeška država, Sveto rimsko cesarstvo, danes: Italija) 

Bil je papež od svoje izvolitve 3. maja 996 do smrti 18. februarja 999.

## Življenjepis
Gregor V.  (latinsko Gregorius Quintus) je po seznamu papežev 138., v Mračnem stoletju pa 32. in zadnji papež. 

### Mladost in poreklo
Rojen je bil okoli leta 971. v kraju Stainach v dolini Aniže na Zgornjem Štajerskem, kot pravi staro izročilo. Časa in kraja njegovega rojstva v zgodovinskih virih ne najdemo, o njem lahko sklepamo iz poznejših navedb. Bil je sin Otona I. Koroškega in Judite Bavarske iz rodbine Luitpoldincev.

### Cerkveni vzpon
Bruno je prejel vzgojo v stolni šoli v Wormsu v času škofa Hildebolda (978–998) (tudi Hildebald), ki je bil obenem kancler Otona II. in Otona III. za pokrajine severno od Alp. Za vladanja Otona III. je Bruno vstopil med osebje cesarske kapele in je bil deležen temeljite izobrazbe, da je lahko v izvirniku premišljeval dela cerkvenih očetov in zlasti Gregorja I., čigar ime si bo izbral pozneje, ko bo izvoljen za papeža. 
Ko se je Oton III. aprila 996 ustavil za nekaj dni v Raveni, ga je obiskalo poslanstvo Rimljanov, ki so ga obvestili o smrti papeža Janeza XV. Ko se je posvetoval s svojimi najožjimi svetovalci, je Oton III. določil za kandidata za apostolski sedež svojega sorodnika in kaplana Bruna. Ukazal je nadškofu in nadkaplanu Willigisu iz Mainza ter škofu Hildebolda, naj ga spremljata na poti v Rim. Tukaj so ga sprejeli kot cesarskega opolnomočenca z vsemi častmi in ga je 3. maja izvolila tudi duhovščina in ljudstvo. Posvetili in umestili so ga 5. maja 996 pod imenom Gregor V. v Lateranu. 

## Papež
Po smrti Janeza XV. je torej kralj izbral za novega papeža svojega kaplana in ožjega sorodnika - Bruna Koroškega. Prve tedne papežavanja so izpolnile predvsem priprave na cesarsko kronanje, ki ga je novi papež opravil 21. maja 996, na dan Gospodovega Vnebohoda, ko je kronal Otona III. za svetorimskega cesarja. Naslednjega dne, na posredovanje ljudomilega Gregorja, je cesar pomilostil Krescencija Nomentanskega, gospoda rimskega mesta, ki je bil obsojen na izgnanstvo. 

### Težave sprotipapežem
Gregor je papeževal v nemirnih časih, ko so nekatere rimske družine bolj ali manj uspešno imele oblast nad večnim mestom. Tako se je za časa njegovega papeževanja 997. leta dal izvoliti za novega papeža oz. protipapeža Janez Filagat kot papež Janez XVI. Toda kmalu se je za ureditev razmer na Svetem sedežu zavzel Oton III. Tako je Filagat pobegnil, Gregor V. pa se je spet vrnil v Rim v papeško palačo v Lateranu. Ko je rimska poulična sodrga odkrila Filagata, ga je vsega pohabila, mu odrezala jezik in iztaknila oči ter ga vodila po mestu na oslu. Cesar ga je zaprl v samostan, kjer je ostal do konca življenja in je nadživel zakonitega papeža.

### Dela
- »Documenta Catholica Omnia« (v latinščini). Pridobljeno 6. decembra 2011.

Za časa svojega papeževanja je izdal nekaj pomembnih odlokov in škofijskih imenovanj ter predsedoval lokalnemu koncilu v Paviji (997). Papeževal pa je zares kratek čas.

## Smrt in spomin
Umrl je februarja 999. leta zaradi mrzlice. Pokopan je pri grobnici svojega vzornika Gregorja I. in cesarja Otona II. v kripti pod staro baziliko sv. Petra. Cerkveni zgodovinar Gregorovius meni, da je mladi papež umrl zaradi zastrupljenja kot povračilo zaradi cesarjevega krutega maščevanja nad rimskimi uporniki nekaj mesecev poprej. 

Grob so odkrili 14. avgusta 1607 pod podom Bazilike sv. Petra; izkopali so ostanke in jih ponovno pokopali 15. januarja 1609 v starokrščanski sarkofag iz četrtega ali petega stoletja po Kr. 

### Nagrobni napis
Nad njegovim grobom so postavili sarkofag z naslednjim napisom v elegičnih distihih:
| Hic quem claudit humus oculis vultuque decorum Papa fuit quintus nomine Gregorius, Ante tamen Bruno, Francorum regia proles, Filius Ottonis, de genitrice Judith, Lingua Teutonicus, Vuangia docuts in urbe, Sed iuvenis cathedram sedit apostolicam Ad binos annos et menses circiter octo ter senos Februo connumerante dies.              |  | Tisti, ki ga tukaj zemlja krije, bil je videza prijetnega očem, papež peti po imenu Gregor, prej pa Bruno, rodbine kraljeve Frankov, sin Otona in matere Judite, jezika tevtonskega, šolan v Wormsu. Bil je še mlad, ko je zasedel Apostolski sedež za dve leti in skoraj osem mesecev, do dneva 18. v februarju.                                                 |
| Pauperibus dives per singula sabbata vestes Divisit numero cautus apostolico. Usus Francisca, vulgari et voce Latina Instituit populos eloquio triplici. Tertius Otto sibi Petri commisit ovile cognatis manibus unctus in imperium. Exuit et postquam terrenae vincula carnis Aequivoci dextro substituit lateri. Discessit XII. kal. Mart. |  | Sam bogat je ubogim ob sobotah delil oblačila glede na število apostolov. Govoril je jezik Frankov, ljudsko in latinsko, poučevaje ljudstvo v treh jezikih. Oton III. poveril mu je čredo Petra in bil maziljen po njegovih rokah za cesarja. Ko je potem na zemlji odložil spone svojega telesa, so ga položili na desno stran soimenjaka. Umrl je februarja 18. |

### Rodovnik
| Papež Gregor V | oče: Oton I. Koroški  | očetov dedek: Konrad Rdeči (Lotarinški) | očetov pradedek: Werner V. Speyergau | očetov prapradedek: Werner IV. von Speyergau             |
| Papež Gregor V | oče: Oton I. Koroški  | očetov dedek: Konrad Rdeči (Lotarinški) | očetov pradedek: Werner V. Speyergau | očetova praprababica: Gizela Frankovska                  |
| Papež Gregor V | oče: Oton I. Koroški  | očetov dedek: Konrad Rdeči (Lotarinški) | očetova prababica: Hika Švabska      | očetov prapradedek: Burhard II. Švabski                  |
| Papež Gregor V | oče: Oton I. Koroški  | očetov dedek: Konrad Rdeči (Lotarinški) | očetova prababica: Hika Švabska      | očetova praprababica: Regilindis Sülichgau               |
| Papež Gregor V | oče: Oton I. Koroški  | očetova babica: Liutgarda Saška         | očetov pradedek: Oton I. Saški       | očetov prapradedek: Henrik I. Saški                      |
| Papež Gregor V | oče: Oton I. Koroški  | očetova babica: Liutgarda Saška         | očetov pradedek: Oton I. Saški       | očetova praprababica: Sv. Matilda Ringelheimska          |
| Papež Gregor V | oče: Oton I. Koroški  | očetova babica: Liutgarda Saška         | očetova prababica: Edita Wessex      | očetov prapradedek: Godvin Wessex                        |
| Papež Gregor V | oče: Oton I. Koroški  | očetova babica: Liutgarda Saška         | očetova prababica: Edita Wessex      | očetova praprababica: Gita Thorkelsdaettir               |
| Papež Gregor V | mati: Judita Bavarska | materin dedek: Henrik II. Sveti         | materin pradedek: Arnulf Bavarski    | materin prapradedek: Liutpold Bavarski                   |
| Papež Gregor V | mati: Judita Bavarska | materin dedek: Henrik II. Sveti         | materin pradedek: Arnulf Bavarski    | materina praprababica: Kunigunda Švabska                 |
| Papež Gregor V | mati: Judita Bavarska | materin dedek: Henrik II. Sveti         | materina prababica: Judita Furlanska | materin prapradedek: Sv. Eberhard Furlanski              |
| Papež Gregor V | mati: Judita Bavarska | materin dedek: Henrik II. Sveti         | materina prababica: Judita Furlanska | materina praprababica: Gizela (hčerka Ludvika Pobožnega) |
| Papež Gregor V | mati: Judita Bavarska | materina babica: ?                      | materin pradedek: ?                  | materin prapradedek: ?                                   |
| Papež Gregor V | mati: Judita Bavarska | materina babica: ?                      | materin pradedek: ?                  | materina praprababica: ?                                 |
| Papež Gregor V | mati: Judita Bavarska | materina babica: ?                      | materina prababica: ?                | materin prapradedek: ?                                   |
| Papež Gregor V | mati: Judita Bavarska | materina babica: ?                      | materina prababica: ?                | materina praprababica: ?                                 |